# Дун Біу
Дун Біу (спрощ.: 董必武; піньїнь: Dǒng Bìwǔ; 5 березня 1886 — 2 квітня 1975) — китайський державний і політичний діяч, один із засновників Комуністичної партії Китаю, від 1945 року був членом політбюро ЦК КПК, виконував обов'язки голови КНР у 1972—1975 роках, а також очолював Державну раду в 1968—1975 роках.

## Життєпис
Народився в Хуангані (провінція Хубей) у родині чиновника (мандарина). 1911 року вступив до лав Тунменхою, брав участь у Синьхайській революції. Здобув юридичну освіту, закінчивши коледж в Японії. 1919 року брав участь у Русі четвертого травня.
Брав участь в установчому з'їзді Компартії, що відбувався в Шанхаї від 23 липня до 5 серпня 1921 року. 1924 року, за часів співпраці з КПК з Гомінданом, Дун Біу входив до складу уряду провінції Хубей, очолював організацію Гоміндану в провінції та був кандидатом у члени ЦВК Гоміндану.
У 1928—1932 роках навчався в СРСР в Університеті імені Сунь Ятсена й Міжнародній ленінській школі.
1932 року входив до складу уряду Китайської Радянської Республіки, тимчасово був співробітником Верховного суду республіки. Брав участь у Великому поході. Очолював партійну школу при ЦК КПК, виконував обов'язки голови уряду району Шеньсі-Ганьсу-Нінся. За часів війни з Японією та після її завершення був однією з ключових постатей у перемовинах між КПК і Гомінданом. 1945 року представляв звільнені райони Китаю на установчих зборах ООН у Сан-Франциско. Працював заступником голови Південного бюро ЦК КПК і секретарем Північнокитайського бюро.
Після заснування Китайської Народної Республіки очолював комітет Державної ради з економічних і фінансових відносин, Адміністративну раду Центрального народного уряду.
У 1970-х роках виконував обов'язки голови КНР й очолював Державну раду.